# Бианка Белова
Бианка Белова (на чешки: Bianca Bellová) е чешка преводачка и писателка на произведения в жанра драма.

## Биография и творчество
Бианка Белова е родена на 20 февруари 1970 г. в Прага, Чехословакия, в семейство на чехкиня и българин. Завършва Висшето училище по икономика в Прага. След дипломирането си работи известно време като мениджър в големи международни компании. После работи на свободна практика като преводачка от английски език и пише в няколко списания.
Първият ѝ ръкопис, романът „Зелено къри“, който е свързан с пътуване до Индия и със спомените за българската ѝ баба, остава непубликуван.
Дебютира през 2009 г. с книгата „Сантиментален роман“ (Sentimentální román), в която с проникновеност представя темата за ада на изгубената невинност в живота на хората, съзрявали в края на комунистическата епоха.
През 2011 г. е издадена новелата ѝ „Мъртвият мъж“ (Mrtvý muž). Книгата е оценена като произведение, отхвърлящо стереотипите за т.нар. женска литература“ с нейната бруталност. Следваща ѝ книга „Цял ден нищо не се случва“ (Celý den se nic nestane) е издадена през 2013 г.
През 2016 г. е издаден романът ѝ „Езерото“. Главният герой, момчето Нами, търси майка си в едно далечно място, напомнящо за пресъхващите и забравени брегове на Аралско море, сред изоставени сгради, където живеят малцина отчаяни нещастници и руски войници. Историята е за възмъжаването на едно момче, което трябва да стигне до дъното на своето отчаяние, за да изплува по-силно и осъзнато. Чрез разделянето на романа си за израстването на четирите глави: „Яйце“, „Личинка“, „Пашкул“ и „Имаго“, показва как унищожаването на природата също разрушава обществените и социални връзки. За романа писателката е удостоена с най-престижната чешка литературна награда „Магнезиа Литера“ в категорията „Книга на годината“. През 2017 г. романът получава наградата за литература на Европейския съюз.
В романа си „Мона“ от 2019 г. представя историята на медицинска сестра и тийнейджър, които се срещат в руините на живота си, на руините на стария свят, на руините на болница, за да избягат от остарелите правила на обществото.
Нейни разкази са публикувани в печата, а също и в антологиите „По Коледа гледам към небето“, „И цял живот ще бъдем щастливи…“, „Вероятно ще се разберем“, и др.
През есента на 2017 г. тя е гост на Международния литературен фестивал в Русе.
Омъжена е за музиканта и артиста, англичанина Адриан Т. Бел (фронтмен на инди-рок групата The Prostitutes), с когото има три деца.
Бианка Белова живее със семейството си в Прага.

## Произведения
- Sentimentální román (2009)
- Mrtvý muž (2011)
- Celý den se nic nestane (2013)
- Jezero (2016) – награда „Магнезиа Литера“ и награда за литература на Европейския съюз, Награда на Европейската банка за възстановяване и развитие, студентска награда Česká kniha
Езерото, изд. „Изида“ (2018), прев. Васил Самоковлиев
- Mona (2019)
Мона, изд. „Изида“ (2021), прев. Деница Проданова
- Ostrov (2022)
Островът, изд. „Изида“ (2023), прев. Деница Проданова
- Transfer (2023)

### Участие в съвместни публикации
- O Vánocích se dívám do nebe (2012)
- A celý život budem šťastný... (2012)
- Miliónový časy. Povídky pro Adru (2014)
- Možná si porozumíme (2015)
- Dámská jízda (2016)